# Oswald Pohl
Pour les articles homonymes, voir Pohl.
Oswald Pohl (30 juin 1892 - 7 juin 1951) est un officier nazi et un Obergruppenführer (équivalent à général de corps d'armée) SS. Directeur de l'Office central SS pour l'économie et l'administration, il organise le travail forcé et l'exploitation des biens des déportés dans les camps de concentration et les centres d'extermination nazi.

## Biographie
Né le 30 juin 1892 à Duisburg-Ruhrort, il est le fils du serrurier Hermann Otto Emil Pohl et d'Augusta Pohl (née Seifert). C'est le cinquième d'une famille de huit enfants. Après la fin de ses études en 1912, il s’engage dans la marine impériale. Pendant la Première Guerre mondiale, il est envoyé en mer Baltique et sur la côte des Flandres. Il suit aussi les cours d'une école de la marine et en devient trésorier le 1er avril 1918. Il passe alors la majorité de son temps à Kiel et se marie le 30 octobre de la même année.
À la fin de la Grande guerre, Pohl suit les cours d'une école de commerce et commence des études de droit à l'université de Kiel. Cependant, il les abandonne et devient trésorier de la brigade Löwenfeld (de) des Corps francs. Son travail l'amène à Berlin, en Haute-Silésie et dans le bassin de la Ruhr. En 1920, il rejoint la nouvelle marine de la république de Weimar (Reichsmarine). Pohl est transféré à Swinemünde en 1924. En 1925, il rejoint la SA, puis le Parti nazi et reçoit le numéro 30842 le 22 février 1926. Il rencontre Heinrich Himmler en 1933 et devient son protégé. Il est nommé chef de son département administratif et obtient le grade de SS-Standartenführer en février 1934.

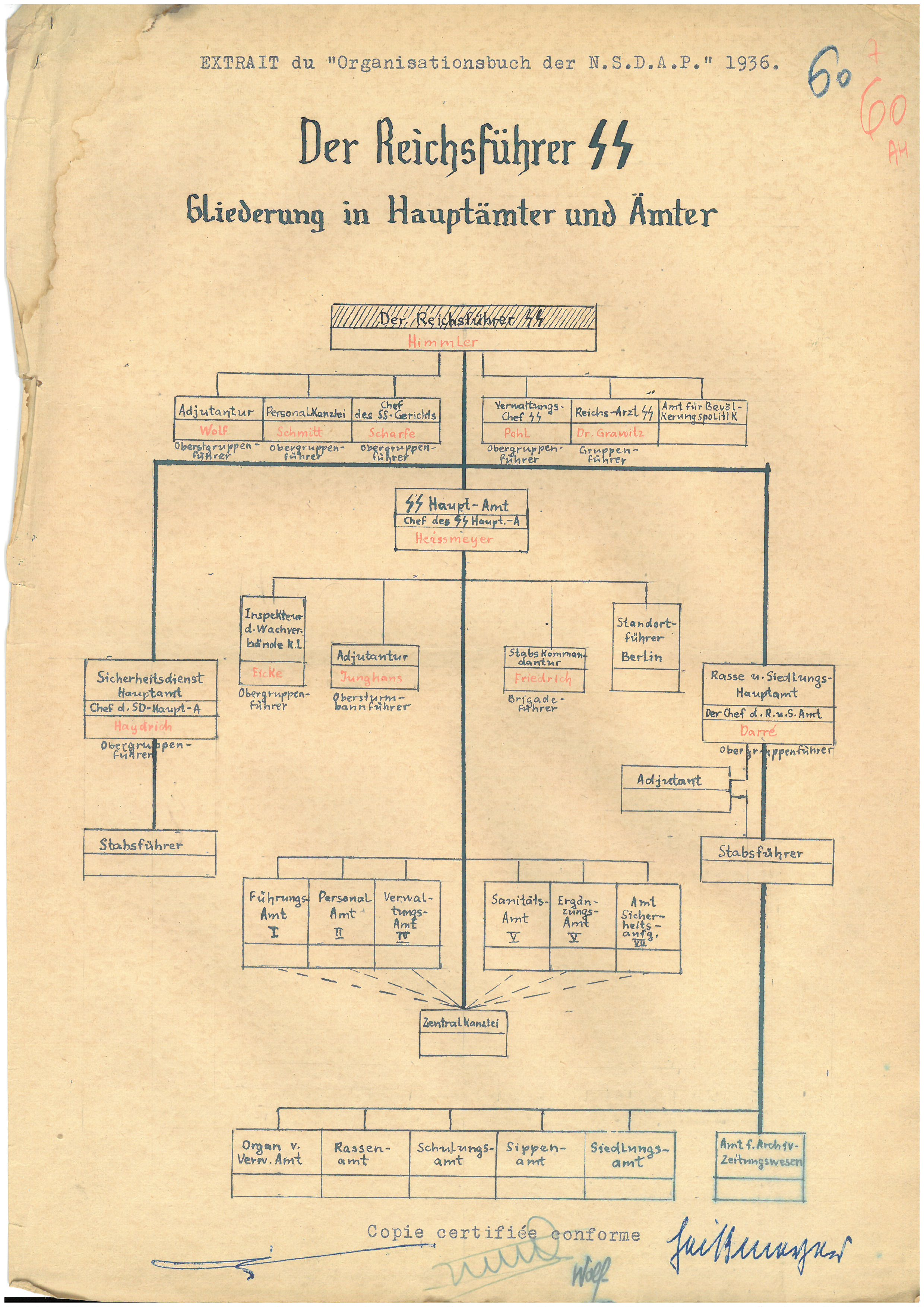
Organisation de la SS.

Le premier juin 1935, il est nommé trésorier du Reich et chef de l’administration de la SS ; il met alors sur pied l'organisme qui veillera à l'administration des camps de concentration.
Il devient, quatre ans plus tard, chef de l'Office Central d'Administration et d'Économie, dépendant de la SS, ainsi que de l'Office Central de la Construction, subordonné au ministère de l'Intérieur ; dans les faits, Pohl commande conjointement ces deux structures « qui se présentent donc selon le cas comme une structure de service public ou comme une institution de la S.S. ». Le 1er février 1942, ces deux organismes sont regroupés sous le nom d'Office central SS pour l'économie et l'administration (Wirtschafts-Verwaltungshauptamt ou WVHA), sous la direction de Pohl. Himmler y rattache en mars 1942 l'Inspection des camps de concentration dans le but premier d'exploiter au maximum la capacité de production des détenus et déportés dans le cadre du processus d'extermination par le travail. Cet organisme a pour mission l'organisation des camps de concentration. Pohl est promu SS-Obergruppenführer et général de la Waffen-SS le 20 avril 1942. Le 12 décembre de la même année, il se marie avec Eleonore von Brüning après avoir divorcé de sa première femme.
En 1944, on lui retire l'administration des camps de concentration pour la confier au ministère de l'Armement. Pohl reste chargé de l'administration de la Waffen-SS jusqu'à la fin de la guerre.
Après la défaite allemande, Pohl se cache en Bavière, puis près de Brême. Il est capturé par les troupes britanniques en mai 1946. Avec dix-sept autres personnes, il est jugé par un tribunal militaire à Nuremberg lors du procès WVHA, dit procès Pohl, du 13 janvier 1947 au 8 août 1948 ; il y est accusé de crime contre l'humanité, de crime de guerre et participation à une entreprise criminelle (la SS). Il est condamné à mort le 3 novembre 1947. Cette condamnation est confirmée le 8 août 1948.

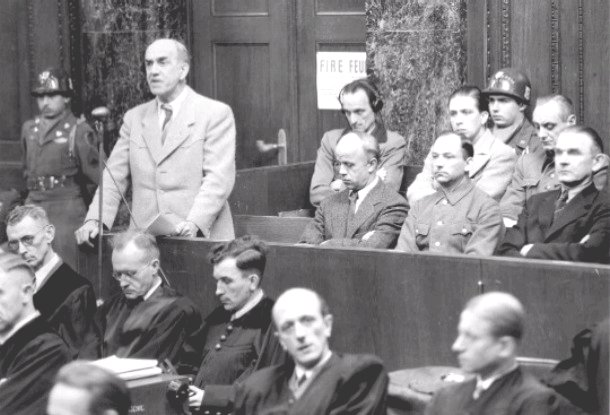
Oswald Pohl, tribunal militaire américain à Nuremberg, 1947.

En 1950, converti au catholicisme, il publie un livre, Credo. Mein Weg zu Gott, avant d'être pendu le 7 juin 1951 à la prison de Landsberg, où il est enterré.